# Hôtel de ville de Mâcon
L'hôtel de ville de Mâcon ou hôtel Montrevel est l'hôtel de ville de la commune de Mâcon dans le département français de Saône-et-Loire et la région Bourgogne-Franche-Comté.

## Historique
Cet hôtel particulier a été construit entre 1746 et 1751 par Abel-Michel Chesnard de Layé, chevalier, baron, seigneur de Vinzelles, Loché et Saint-Léger, lieutenant général du Mâconnais, qui le transmit en 1753 à son fils, Pierre-Anne Chesnard de Layé, lieutenant général du bailliage de Mâcon (1746), conseiller au Parlement (1748) puis président à mortier au parlement de Bourgogne (1751).  
Le 13 novembre 1767, il est acheté pour 75 000 livres par Florent-Alexandre-Melchior de La Baume, quatorzième et dernier comte de Montrevel, marquis de Saint-Martin et baron de Lugny, comte du Saint-Empire, qui l'embellit en y ajoutant deux ailes. Celui-ci fait notamment construire la grande salle de la Comédie (actuelle salle du Conseil municipal), abritant un parterre, un orchestre et une scène entourée de deux séries de loges.
Par acte du 8 mars 1793, la ville de Mâcon l'achète à son propriétaire, moyennant la somme de 162 500 livres, et en fait son hôtel de ville.
En 1880, François Martin, maire de Mâcon, fait construire deux autres ailes en retour, du côté de la rue Carnot, encadrant une cour donnant sur la place Saint-Pierre.

## Protection
L'hôtel de ville a fait l'objet d'une inscription au titre des monuments historiques : il est inscrit depuis le 29 décembre 1941.

## Description
L'édifice a conservé de nombreux témoignages de ses origines : boiseries du salon des mariages, portraits en médaillons des grands philosophes de l'Antiquité (ancienne bibliothèque), belle montée d'escaliers avec sa rampe en fer forgé donnant sur le hall d'entrée.